# Round Hill (Nevis)
Round Hill ist ein vulkanischer Dom im Norden der Insel Nevis im karibischen Inselstaat St Kitts und Nevis.

## Geographie
Der Hügel ist das älteste der sieben eruptiven Zentren von Nevis.
Der Schichtvulkan besteht aus Dazit und weist ein Alter von 3,43 Mio. Jahren auf.